# Автошлях E763
Європейський шлях Е 763 є частиною міжнародної європейської мережі доріг. Він починається в Белграді, Сербія, і закінчується в Бієло-Полє, Чорногорія. Більшість ділянок E763 у Сербії зараз перебувають у процесі модернізації за допомогою кількох китайських будівельних компаній.

## Маршрут
- Сербія (i.e.  A2)
  - E70 / E75 Белград
  - E761 Чачак
  - E761 Ужиці
  - Нова-Варош
- Чорногорія
  - M-2: Бієло-Полє - Рибаревина (E65 / E80)